# Seymour Felix
Seymour Felix (* 23. Oktober 1892 in New York City, New York; † 16. März 1961 in Los Angeles, Kalifornien) war ein US-amerikanischer Showtänzer und Choreograph beim Film und Theater.

## Biografie
Seine Showkarriere begann Felix 1907 als professioneller Tänzer in Bühnenshows. In den 1920er-Jahren wurde er dann Tanzregisseur an New Yorker Bühnen, wo er u. a. die Tänze des Musicals Whoopee! bearbeitete. 1929 folgte ein kurzes Engagement in Hollywood, wohin er 1933 dann endgültig zog, um im Filmgeschäft tätig zu sein. Bis 1955 arbeitete er an über 30 Filmen als Choreograph mit. Bei zwei kleineren Produktionen führte er auch Regie.
Seinen größten Erfolg hatte Seymour Felix 1937, als er für die Tanznummer A Pretty Girl Is Like a Melody in Der große Ziegfeld den Oscar für die beste Tanzregie gewinnen konnte.

## Filmografie (Auswahl)
- 1929: Sunny Side Up
- 1933: Der Boxer und die Lady (The Prizefighter and the Lady)
- 1934: Hollywood Party
- 1936: Der große Ziegfeld (The Great Ziegfeld)
- 1936: Dünner Mann, 2. Fall (After the Thin Man)
- 1937: Küsse am Broadway (On the Avenue)
- 1937: Für Sie, Madame … (Vogues of 1938)
- 1938: Vorhang auf für Judy (Everybody Sing)
- 1938: Alexander’s Ragtime Band
- 1939: Irrwege der Liebe (Broadway Serenade)
- 1942: Yankee Doodle Dandy
- 1944: Es tanzt die Göttin (Cover Girl)
- 1945: Dolly Sisters (The Dolly Sisters)
- 1946: Sinfonie in Swing (Do You Love Me)
- 1947: Es begann in Schneiders Opernhaus (Mother Wore Tights)
- 1949: Der Schlagerkönig (Oh, You Beautiful Doll)
- 1949: Dancing in the Dark
- 1951: Golden Girl